# 17-Mile Drive
De 17-Mile Drive is een toeristische, lusvormige weg door de plaatsen Pebble Beach en Pacific Grove op het Schiereiland van Monterey in de Amerikaanse staat Californië. De weg loopt langs de Stille Oceaan, langs bekende golfbanen, landhuizen en toeristische attracties, waaronder de Lone Cypress, Bird Rock en het Del Monte Forest.
De 17-Mile Drive is 17 mijl of 27 kilometer lang. Aangezien Pebble Beach een gated community is, dienen niet-inwoners die de 17-Mile Road willen bezoeken een tol te betalen aan een van de vijf toegangspunten. De weg is net zoals de gemeenschap in het bezit van de private Pebble Beach Corporation.

## Fotogalerij

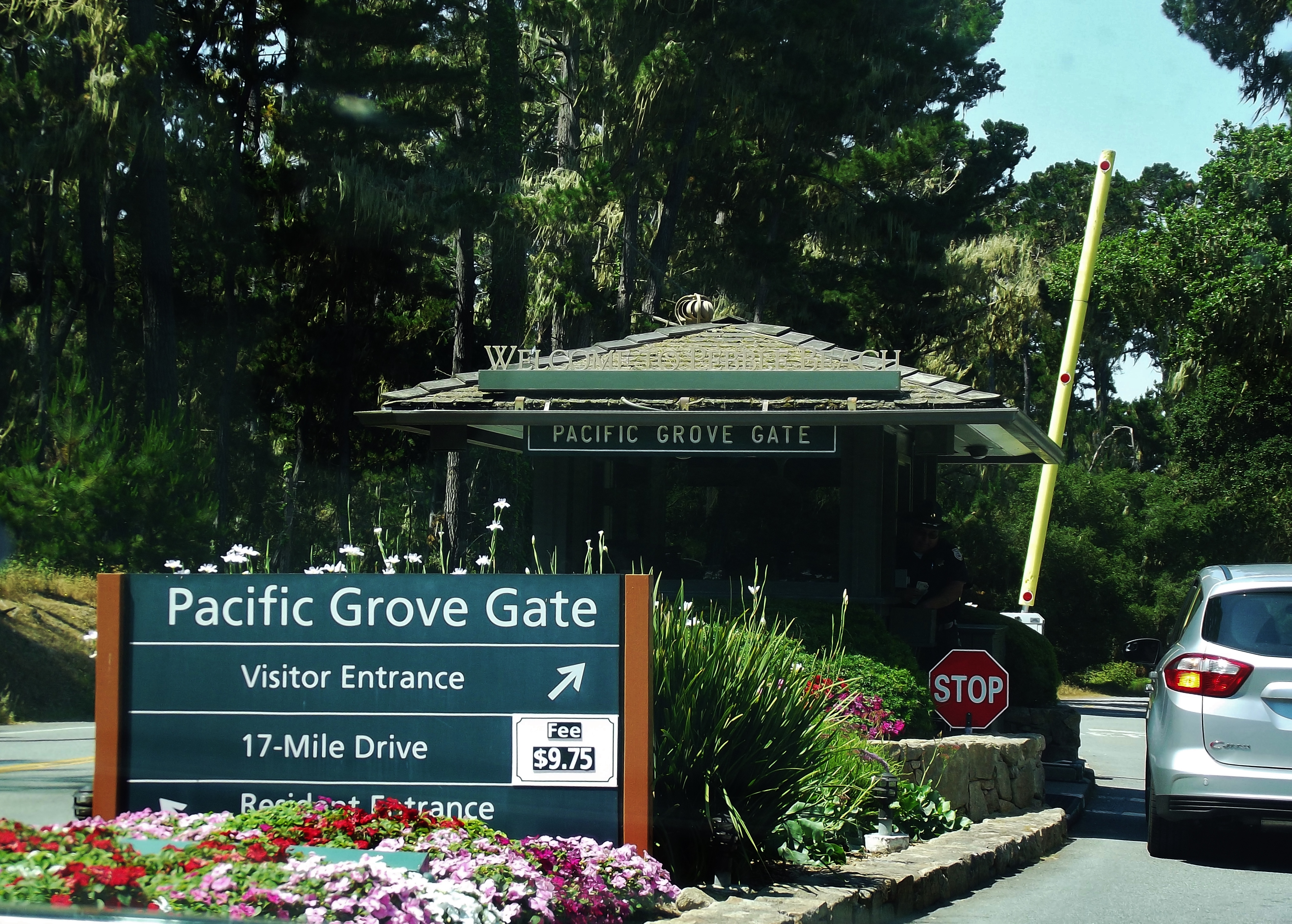
Toegangspoort in Pacific Grove
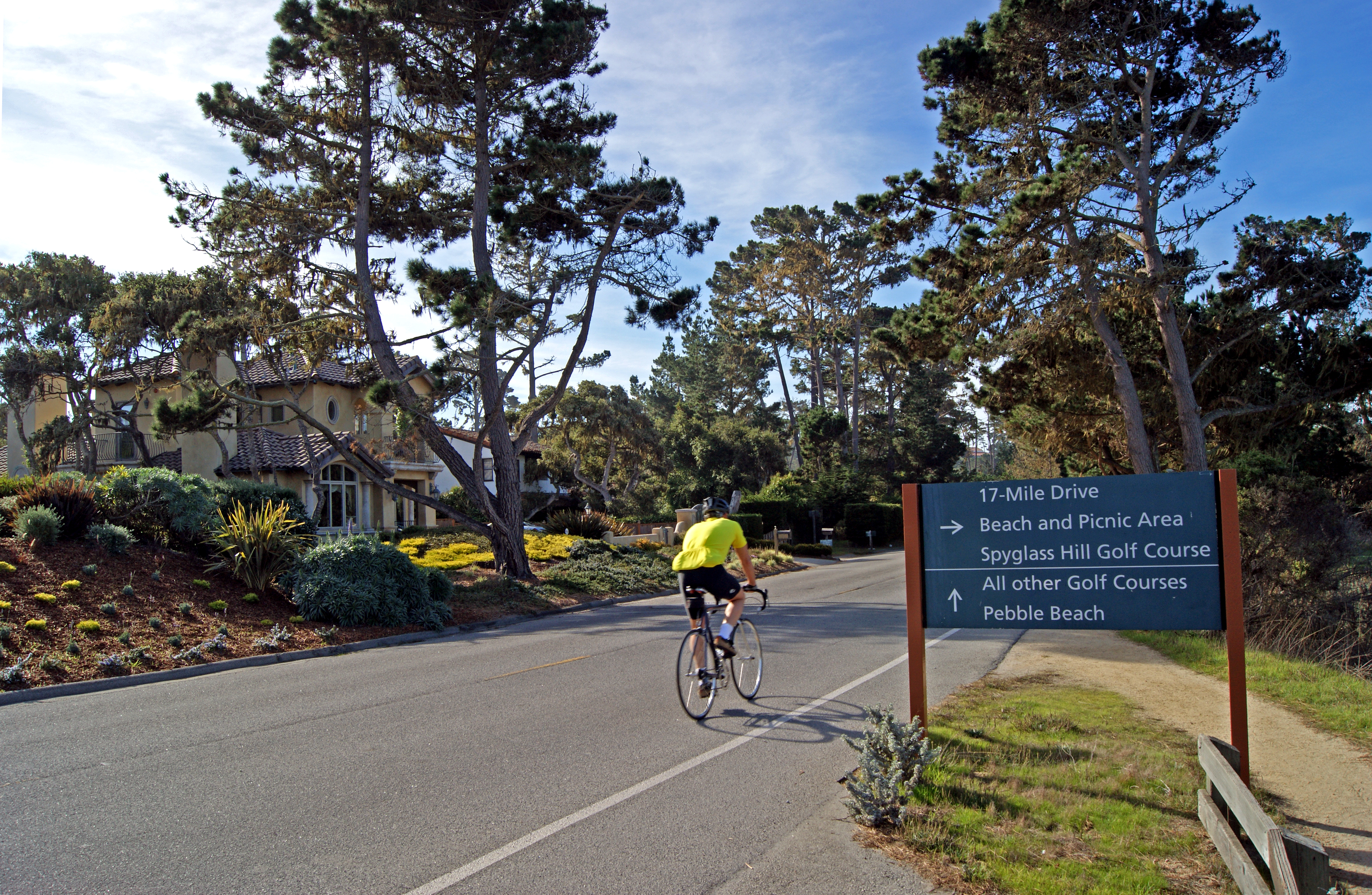
De 17-Mile Drive bij Spanish Bay Road
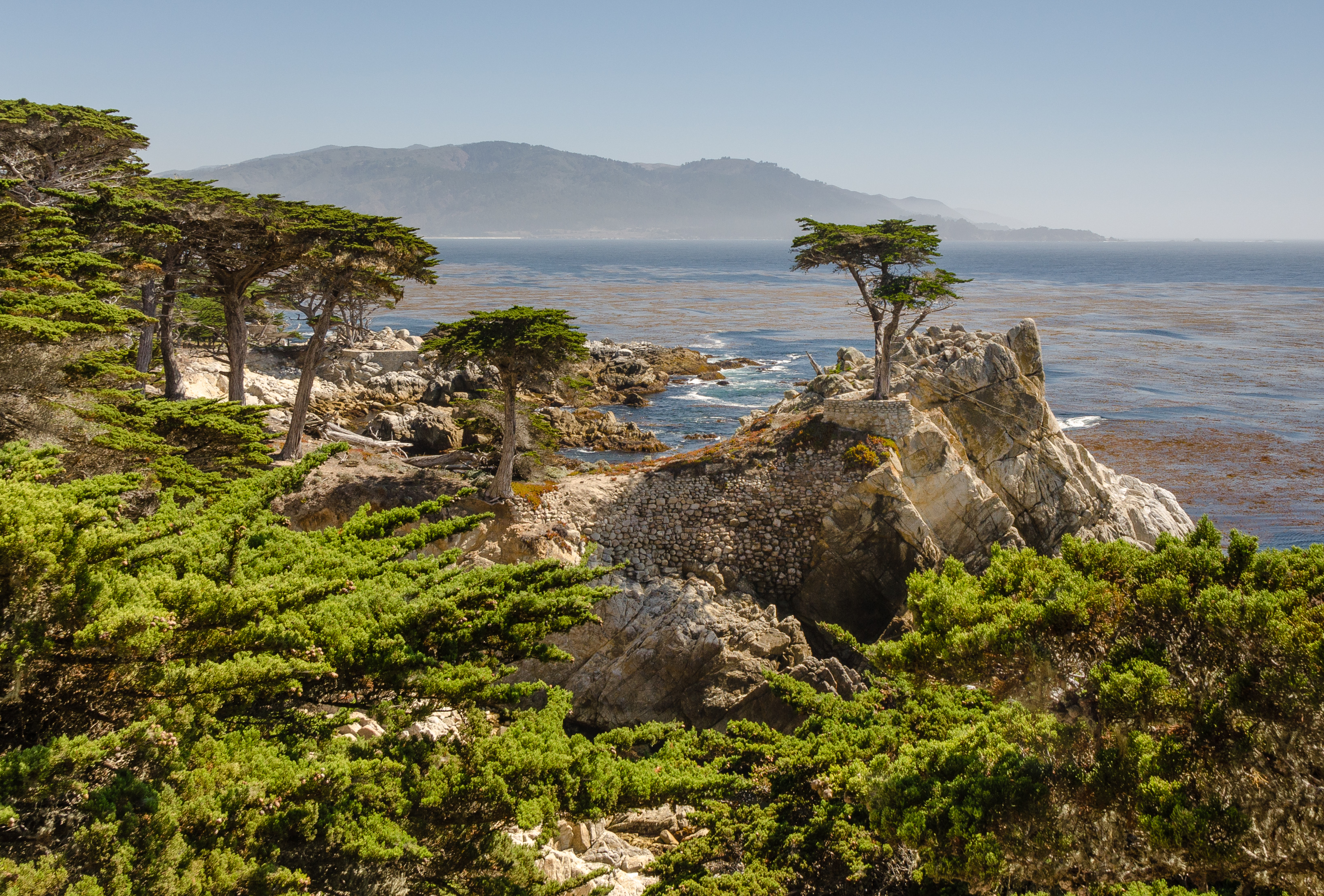
Lone Cypress